# Lijst van ruimtevluchten naar Saturnus
Saturnus stond rond 1980 gunstig voor bezoek van ruimteschepen vanaf Aarde, doordat men de aantrekkingskracht van Jupiter kan gebruiken om de snelheid te vergroten. Daarom zijn alle vier ruimtevaartuigen tot nu toe via Jupiter naar de planeet met zijn enorme ringen geslingerd.
- NASA: Lucht- en ruimtevaartorganisatie van de Verenigde Staten
- ESA: European Space Agency: samenwerkingsverband Europese landen inzake Ruimtevaart.

| Nr. | Missie          | Land / Organisatie | Lanceer-datum | Onderweg                                                                       | Aankomst Saturnus | Activiteiten bij Saturnus | Resultaten / bijzonderheden                                                                                      | Na Saturnus                                                  | Einde missie                |
| --- | --------------- | ------------------ | ------------- | ------------------------------------------------------------------------------ | ----------------- | --- | --- | ------------------------------------------------------------ | --------------------------- |
| 1   | Pioneer 11      | NASA               | 06-04-1973    | Jupiter dec 1974                                                               | 08/09-1979        | Scheervlucht Saturnus op 11.000 km | Beoordeling veiligheid Voyagers tussen de ringen; ontdekking magnetisch veld; temperatuur titan                  | Interstellaire ruimte                                        | Contact verloren 30-09-1995 |
| 2   | Voyager 1       | NASA               | 05-09-1977    | Jupiter ca 03-1979                                                             | 22/8 - 14/12 1980 | Scheervlucht Saturnus (124000 km) Titan en andere                                                                                       | Eerste gedetailleerde foto's                                                                                     | Interstellaire ruimte                                        | nog contact                 |
| 3   | Voyager 2       | NASA               | 20-08-1977    | Jupiter zomer 1979                                                             | 22/8 - 25/9 1981  | Scheervlucht langs Saturnus (15100 km) en ongeveer 15 manen                                                                             | Veel mooie foto's ontdekken van de dynamiek van de ringen, bv de herdersmanen                                    | Uranus (02-1986) en Neptunus (02-1989) interstellaire ruimte | nog contact                 |
| 4   | Cassini-Huygens | NASA-ESA           | 15-10-1997    | Venus 1998 en 1999; Aarde en Maan 1999; begin 2000 Masursky; Jupiter eind 2000 | 1-7-2004          | in baan om Saturnus; nadert wolken tot op 1176 km en Titan tot op km; scheervluchten langs de manen; 14-1-2005: Lander Huygens op Titan | Meer inzicht in bodem en atmosfeer Titan; interactie manen en ringen; atmosfeer Enceladus; nog weer nieuwe manen | -                                                            | 15 september 2017           |

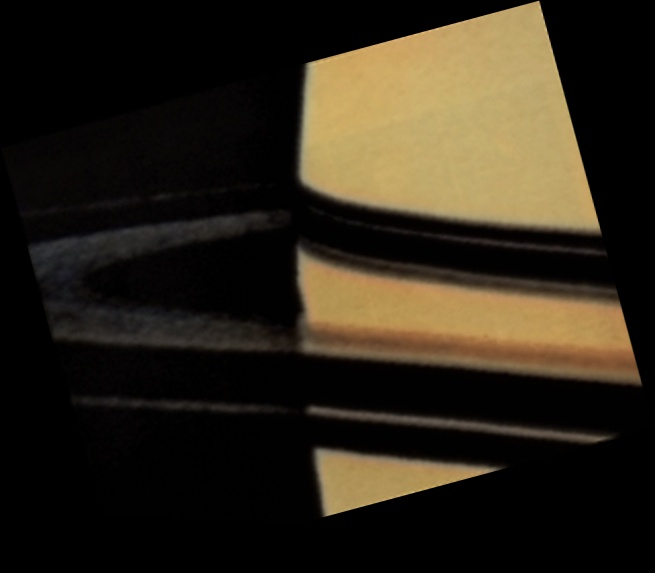
Pioneer 11
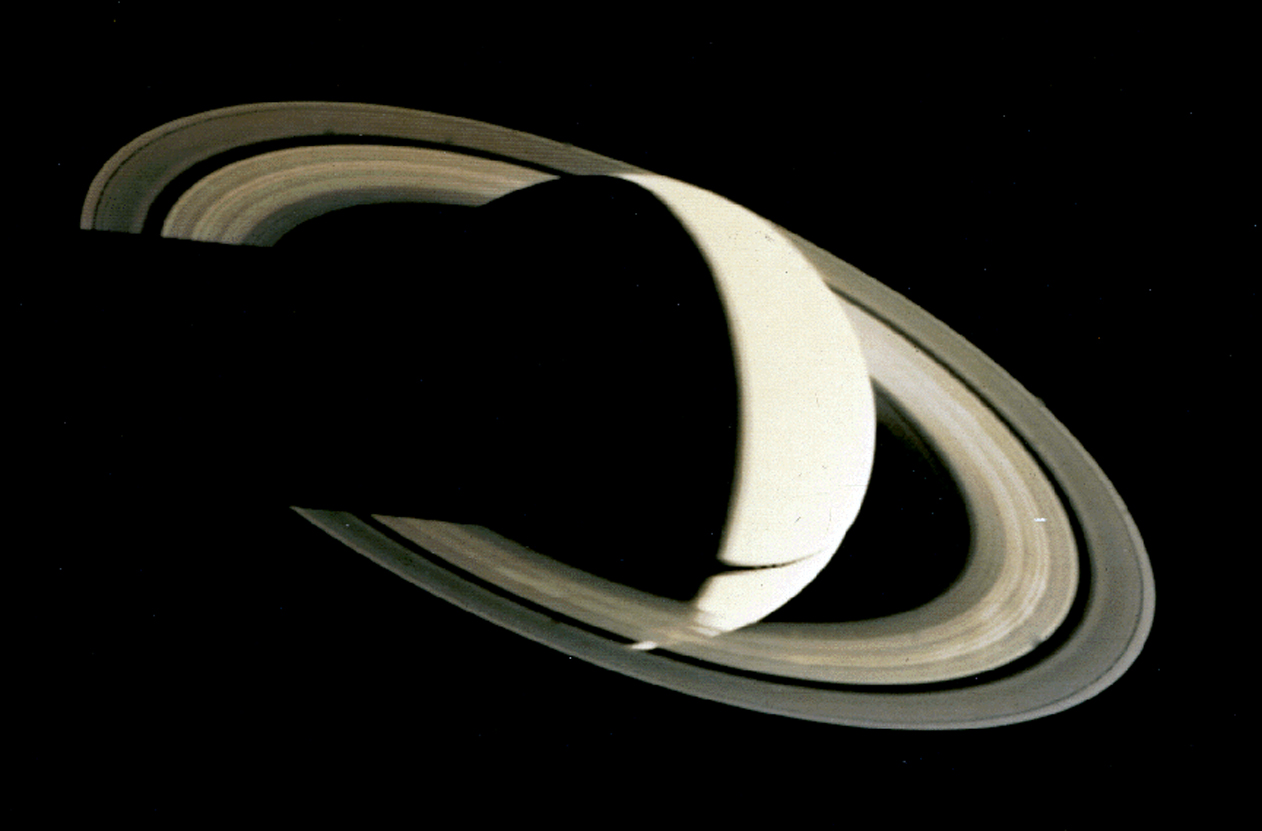
Foto Voyager 1
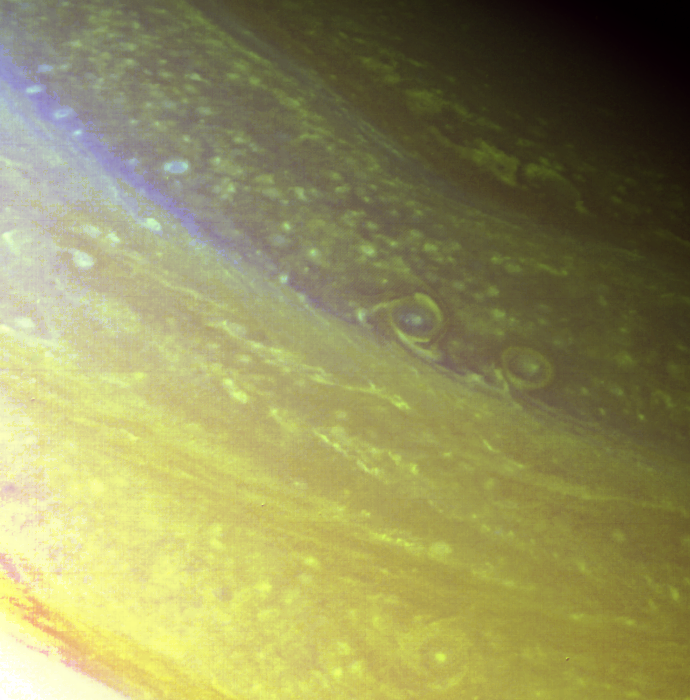
Noordpool Saturnus met oranje en UV filter
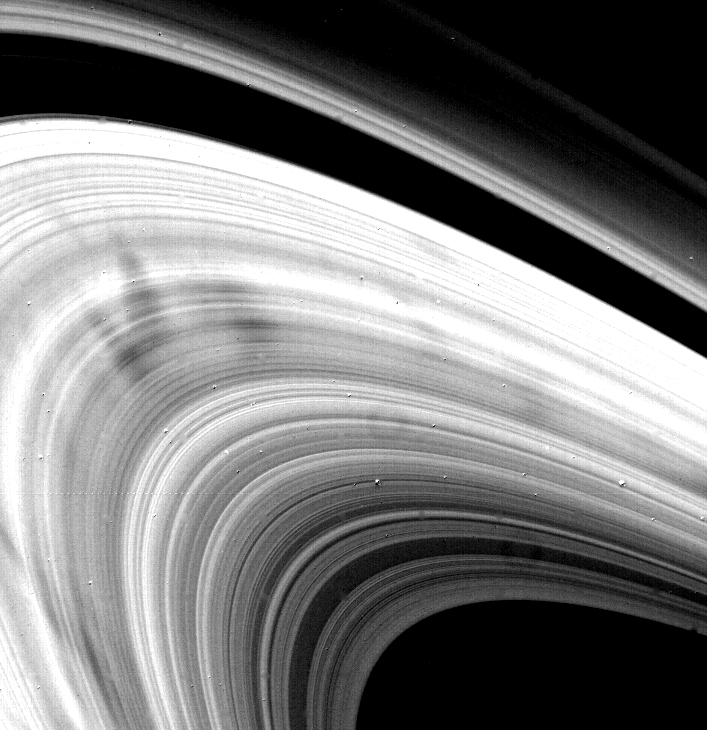
"Spaakfenomeen" in de ringen
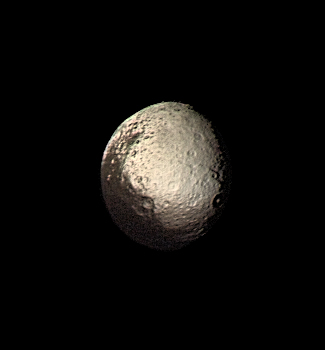
Iapetus (Voyager 2)
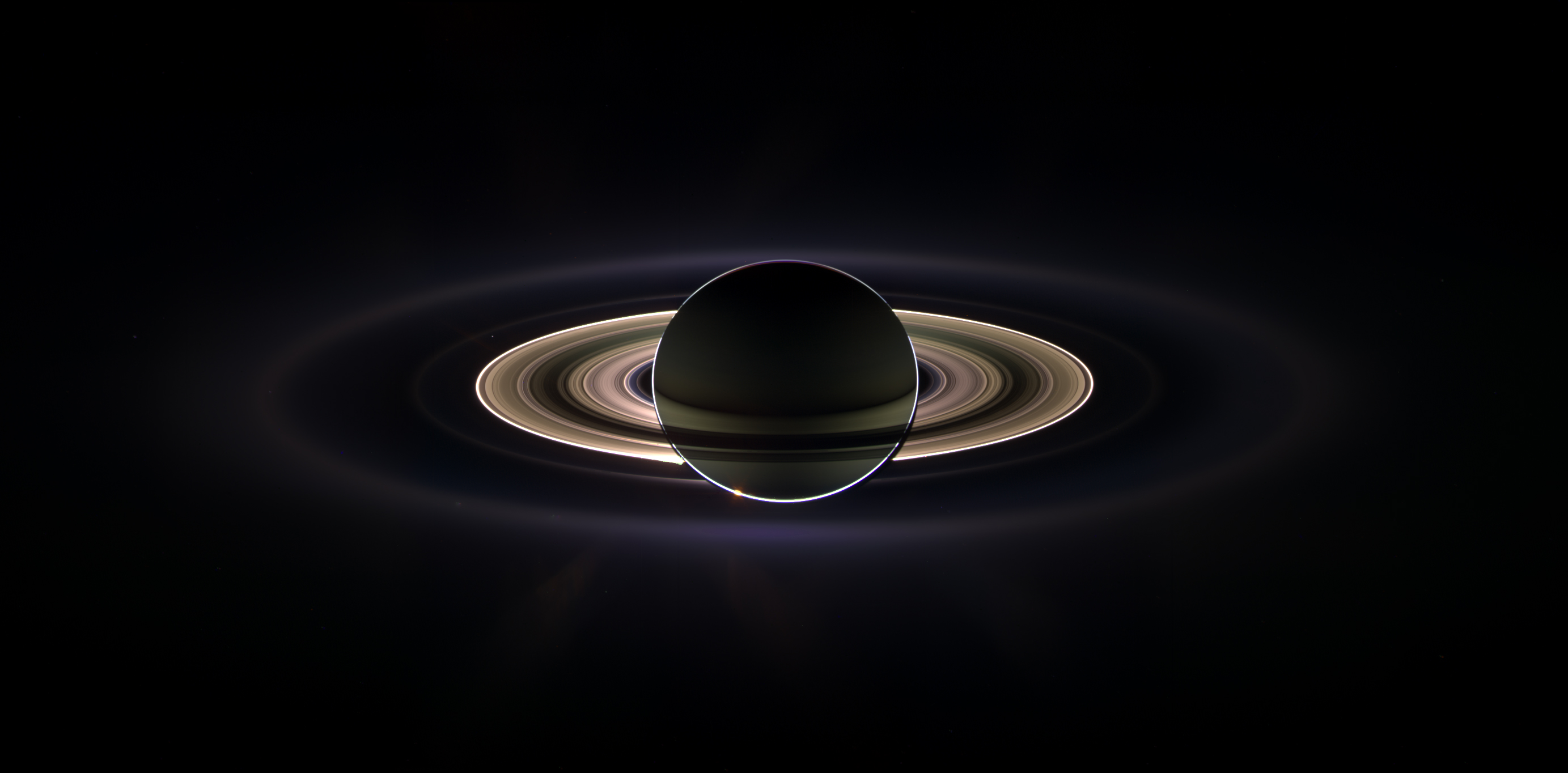
Cassini
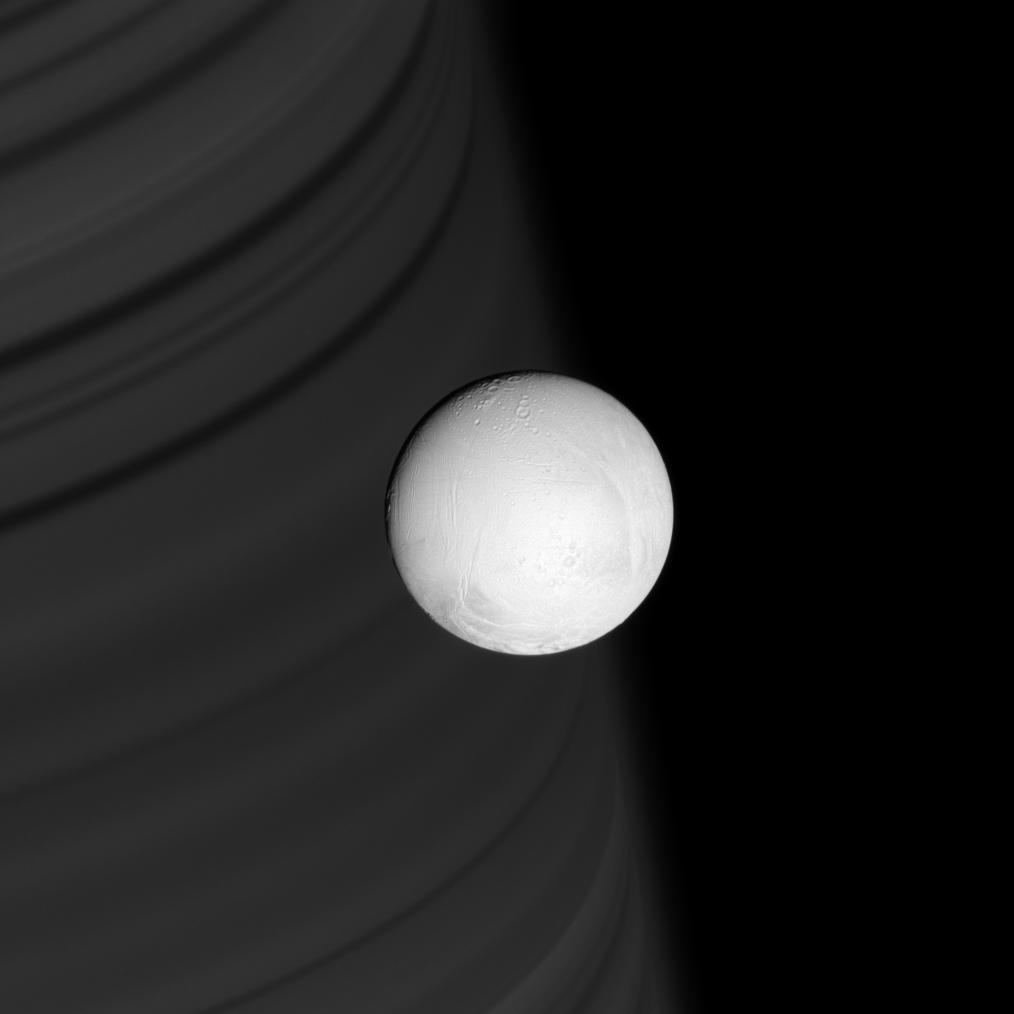
Cassini Enceladus
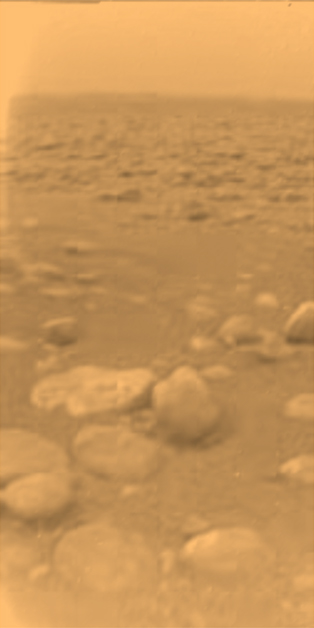
IJsblokken en organisch materiaal op Titan